# ウィリアム・フレッチャー・バレット

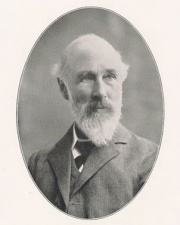
サー・ウィリアム・フレッチャー・バレット

サー・ウィリアム・フレッチャー・バレット（Sir William Fletcher Barrett, 1844年 - 1925年）はイギリスの物理学者。
ウィリアム・クルックスやオリバー・ロッジほど物理学の分野で華々しく活躍したわけではないが、堅実な研究で評価された。英国と米国のSPR創立に貢献。またテレパシーやダウジングについての研究報告が多い。
なお父は聖職者で、バレットも生涯敬虔なクリスチャンだった。72歳で結婚したフローレンス・エリザベス・バレットは産科の女医で、出産死亡した妊婦の臨終間際の言動（お迎え現象）について情報を提供した
催眠状態で引き起こされる現象に興味を持ち、最初は幻覚説、次にテレパシー説を展開した。40年近く研究した後、暗示や無意識、テレパシーだけでは説明できない超常現象があるという結論に達し、1918年には霊魂説を採った。

## 年譜
- 1873年、Royal College of Science for Ireland教授となる（1910年まで続ける）。
- 1876年、32歳でBAAS(the British Association for the Advancement of Science)生物学会にラップ音に言及した論文を提出し拒否される。ただ人類学部門だけは議長ウォレスの決定票などでその論文を受理した。バレットはBAASが超常現象について委員会を設けて調査するよう要請したが、果たせなかった。
- 1881～82年にかけてSPR設立の主導者となる。
- 1885年、米国に旅行し、米国SPR設立のきっかけを作る。
- 1887年、バレットがテレパシー研究の対象としてきたクリーリー姉妹のトリックがシジウィック夫妻によって暴露される。
- 1890年代にダウジング研究をはじめる。
- 1899年、スタロイを発見。王立協会フェローに選出される[2]。
- 1904年、SPR会長をつとめる。
- 1912年、ナイト爵位を受ける[3]。
- 1918年、「On the Threshold of the Unseen」を発表。
- 1925年、死去。81歳。
- 1926年、Death-Bed Visions - The Psychical Experiences of the Dying 出版。